# Anga (royaume)
Pour les articles homonymes, voir Anga.

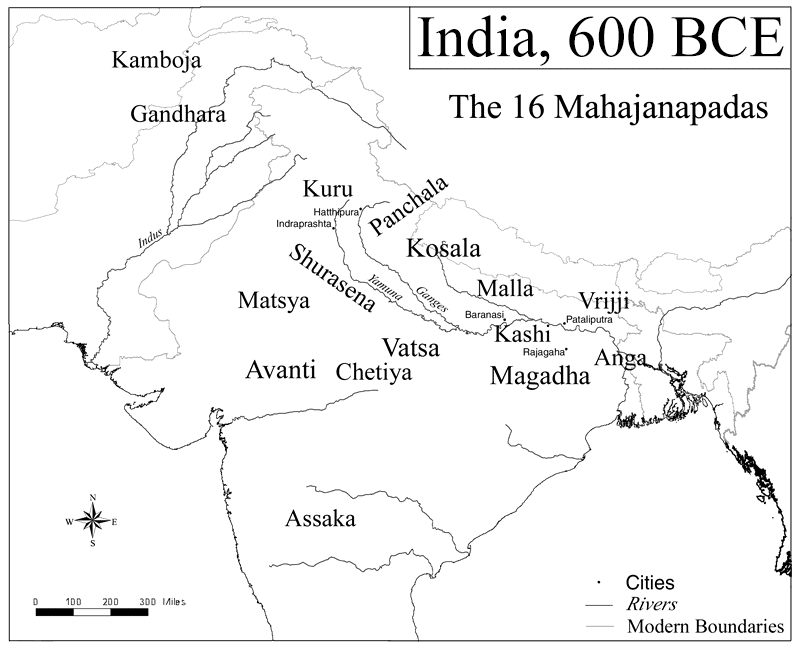
Les seize Mahâ-Janapadas au

L'Anga (en hindi : अंग) est un royaume du sous-continent indien oriental, qui a existé au VIe siècle av. J.-C. jusqu'à son annexion par le Magadha au même siècle. Compté parmi les « seize grandes nations » (solas Mahâ-Janapadas) dans les textes bouddhistes comme l'Anguttara Nikaya, l'Anga est également mentionné dans la liste des anciens janapadas du Vyakhyaprajnapti Jaïn.

## Emplacement
D'après le Mahâbhârata, le royaume des Angas correspondait approximativement aux districts de Bhagalpur, de Banka, de Purnia, de Munger, de Katihar et de Jamui dans le Bihar et aux districts de Deoghar, de Godda et de Sahebganj dans le Jharkhand, plus tard étendu à certaines parties du Bengale. La rivière Champa (actuellement Chandan) formait la frontière entre le Magadha à l'ouest et l'Anga à l'est. L'Anga était délimité par le fleuve Kosi au nord. Duryodhana aurait nommé Karna roi d'Anga.
Le Sabhaparvan du Mahâbhârata (II.44.9) mentionne l'Anga et le royaume de Vanga (en) comme formant un seul pays. La Katha-Sarit-Sagara atteste également que Vitankapur, une ville de l'Anga était située sur les rives de la mer. Ainsi, les limites de l'Anga peuvent être étendues jusqu'à la mer à l'est.

## Champa, la capitale
La capitale de l'Anga était Champa (Campā). Selon le Mahâbhârata et le Harivaṃśa, Champa était autrefois connu sous le nom de Malini. Champa était situé sur la rive droite du Gange près de sa jonction avec la rivière Champa. C'était une ville très florissante et elle est considérée comme l'une des six principales villes de l'Inde ancienne (Dīgha Nikāya). Bhagalpur dans le Bihar, le plus souvent identifié comme le site de Champa, a encore deux villages appelés Champa-nagara et Champa-pura.
Champa était connue pour sa richesse et son commerce. C'était un grand centre de troc et de commerce et ses marchands ont régulièrement navigué vers la lointaine Suvarṇabhumī. Au cours de son pèlerinage à la fin du IVe siècle, le moine chinois Faxan a noté que de nombreux temples bouddhistes existaient encore dans la ville. Le royaume d'Anga avait alors depuis longtemps cessé d'exister. Elle était connue sous le nom de Yāngjiā (鴦伽) en chinois.
On a pensé que le Royaume de Champā (dans l'actuel Viêt Nam), plus tardif, aurait pu être originaire de cette Champa de l'est de l'Inde, bien que les preuves anthropologiques montrent qu'ils sont de Bornéo de l'autre côté de la péninsule indochinoise.
Les autres villes importantes de l'Anga sont Assapura et Bhadrika.

## Origine du nom
Le Mahâbhârata et la littérature puranique attestent que le nom Anga vient du nom du prince Anga, le fondateur du royaume.
D'après le Rāmāyana, il s'agit du lieu où Kamadeva a été brûlé à mort par Siva et où les parties de son corps (angas) ont été dispersés.

## Histoire
La plus ancienne mention se trouve dans l'Atharva-Véda où ils sont mentionnés avec les Magadhas, les Gandharis et les Mujavatas, apparemment tous en tant que peuple méprisé.
Les textes puraniques placent les janapadas des Angas, des Kalinga, des Vangas, des Pundras (ou royaume de Pundra (en), actuellement une partie de l'Est du Bihar, de l’ouest du Bengale et du Bangladesh), des Vidarbhas et des Vindhya-vasis dans la division de Purva-Dakshina.
Le Purana donne également la liste des premiers rois de l'Anga. Le Suttanta Mahagovinda se réfère au roi de l'Anga, Dhatarattha. Les textes jaïnistes se réfèrent à Dhadhivahana, comme un souverain des Angas. Le Purana et le Harivamsa le présentent comme le fils et successeur immédiat du roi Anga, le fondateur du royaume. Les traditions jaïns le placent au début du VIe siècle av. J.-C.
À l'ouest du royaume d'Anga, ont vécu les Magadhas, qui au départ étaient un peuple relativement faible. Une grande lutte s'est déroulée entre l'Anga et ses voisins de l'Est. Le Vidhura Pandita Jataka décrit Râjagriha (la capitale du Magadha) comme une ville du royaume Anga et le Mahâbhârata se réfère également à un sacrifice accompli par le roi d'Anga au Mont Vishnupada (à Gaya). Cela indique que les Angas avait d'abord réussi à annexer le Magadha, et donc ses frontières étendues au royaume de Matsya.
Ce succès des Angas n'a pas duré longtemps. Vers le milieu du VIe siècle av. J.-C., Bimbisâra, le prince héritier du Magadha a tué Brahmadatta, le dernier roi indépendant de l'Anga et s'est emparé de Champa sur laquelle il a régné comme vice-roi de son père. Dès lors, l'Anga est devenue une partie intégrante du florissant empire Magadha.